# 徐锡澄
徐锡澄（1943年2月—），江苏武进人，中华人民共和国政治人物、书法家，中华全国总工会原副主席、书记处书记，第八、十届全国政协委员。